# Burg Wildegg
Die Burg Wildegg (auch: Schloss Wildegg) ist eine Felsenburg in der Ortschaft Sittendorf in der Gemeinde Wienerwald im Bezirk Mödling in Niederösterreich. Sie steht auf einem steil abfallenden Felsen in etwa 460 m ü. A. und wurde 1188 zum ersten Mal urkundlich erwähnt. Seit 1986 ist sie im Besitz der Katholischen Jungschar der Erzdiözese Wien. Die Burganlage war Schauplatz in der Literatur und steht unter Denkmalschutz (Listeneintrag).

## Lagebeschreibung
Die Burg Wildegg steht an der Adresse Wildegger Straße 41 nördlich des Ortes Sittendorf auf einem steil abfallenden Felsen in etwa 460 m ü. A. im Wienerwald im Naturpark Föhrenberge sowie am Rande des Naturparks Sparbach.

## Geschichte

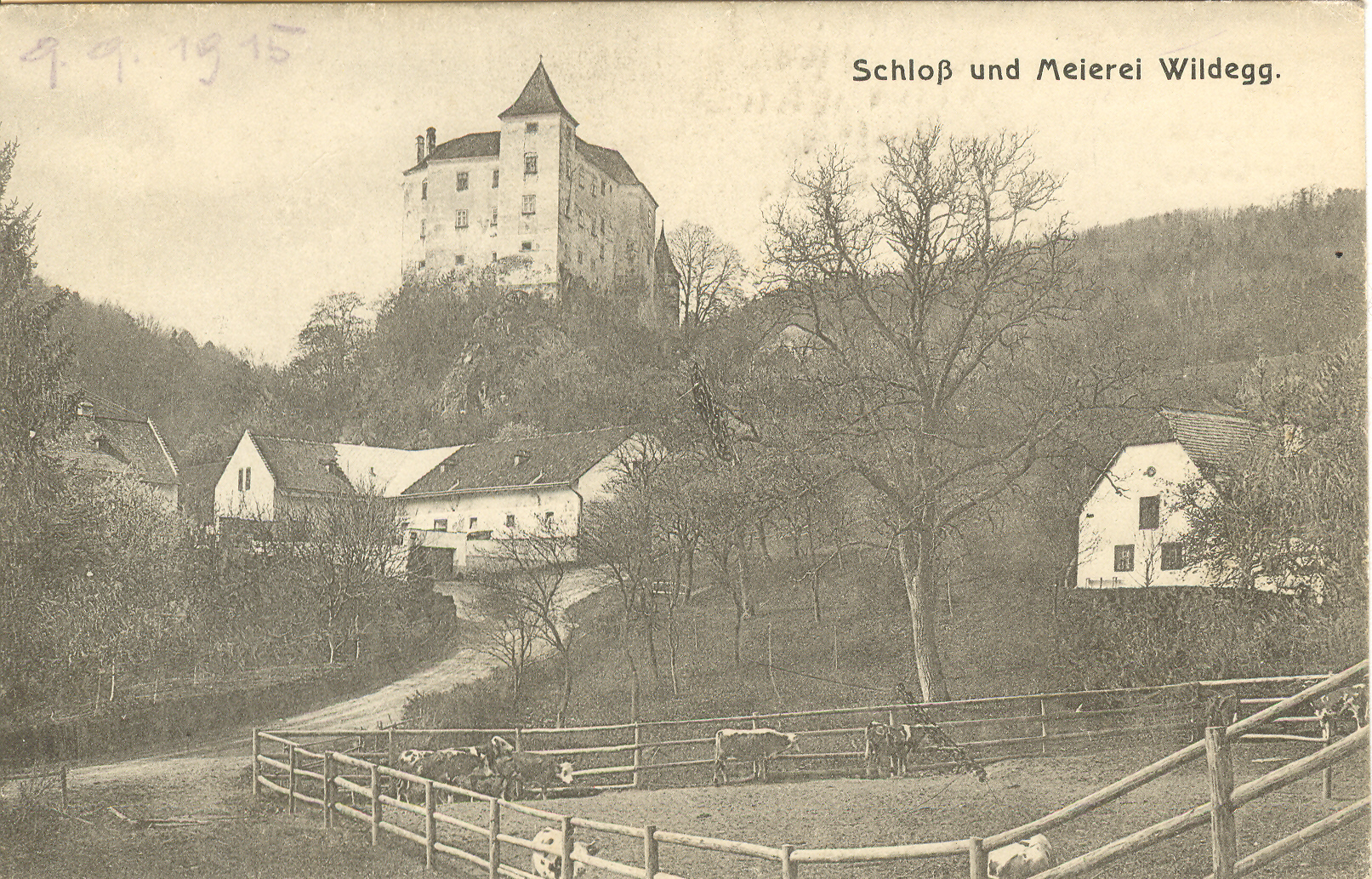
Die Burg um 1915

Errichtet wurde die Burg Wildegg vermutlich zwischen 1133, der Gründung des Stiftes Heiligenkreuz und 1188, als sie ihre erste urkundliche Erwähnung als Burg Wildekk fand. Der erste Wildegger, Heinrich, dürfte die Burg errichtet haben. Wo aber die Wildegger herkamen, ist bis heute unbekannt. Der Bau gehörte zum Burgengürtel am Rand des Wienerwaldes, der zum Schutz gegen die öfter von Osten einfallenden Ungarn diente. Deshalb wurde sie auch als Felsenburg gebaut. Der Teil mit dem Turm und der Kapelle wurde erst später errichtet. Der ursprüngliche Burggraben wurde später zugeschüttet. Die Burg war nur einstöckig.
Sie war aber nur bis 1261 im Besitz der Wildegger. Der letzte aus dem Geschlecht war Konrad von Wildegg, der im Stift Heiligenkreuz begraben wurde. Durch das Erbe an seine Töchter fiel die Burg an das Geschlecht der Altenburger. 1346 haben die Altenburger-Wildegger aber vermutlich die Burg verloren. Als Besitzer scheint dann der Forstmeister Leutold Veusel auf. Zu dem Besitz des Burgherrn gehörte auch Sparbach und Teile Allands. Bis 1486 wechselten die Besitzer häufig, wie der Söldnerführer Hans Holuber, bis sie an die Neidecker verkauft wurde. Unter den Neideckern wurde die Burg in ein Renaissance-Schloss umgebaut. Wildegg hat den ersten dreieckigen Renaissancehof nördlich der Alpen. Zur Zeit der Reformation wechselten die Neidecker zu den Protestanten. Dadurch kam es auch immer wieder zu Machtkämpfen mit dem Stift Heiligenkreuz. So wurden die Neidecker nicht mehr im Stift, sondern in der nahen Kirche in Sittendorf begraben.
Im Jahr 1621 wurde die Burg stark erweitert. Von den vermehrt einfallenden Türken, vor allem im Zuge der Zweiten Türkenbelagerung 1683 wurde sie aber wieder stark beschädigt. Für die notwendigen Reparaturen konnten die Neidecker die finanziellen Mittel nicht aufbringen. Deshalb wurde das nunmehrige Schloss auf Anraten Kaiser Leopold I. an das Stift verkauft. Der Kaiser hatte zwar Interesse an der Jagd des Schlosses, aber selbst nicht die Mittel, es zu erstehen. Aber auch das Stift musste deshalb andere Grundstücke in der Nähe verkaufen, um über das notwendige Geld zu verfügen.
Abt Clemens Schäffer begann sofort mit den Renovierungen, mit einem neuen Dach und anderem. Bis 1776 wohnten dort zahlreiche vom Stift, das in der Gegenreformation wieder erstarkte, entsandte Verwalter. Unter ihnen erhielt die Burg ihre heutige Größe.

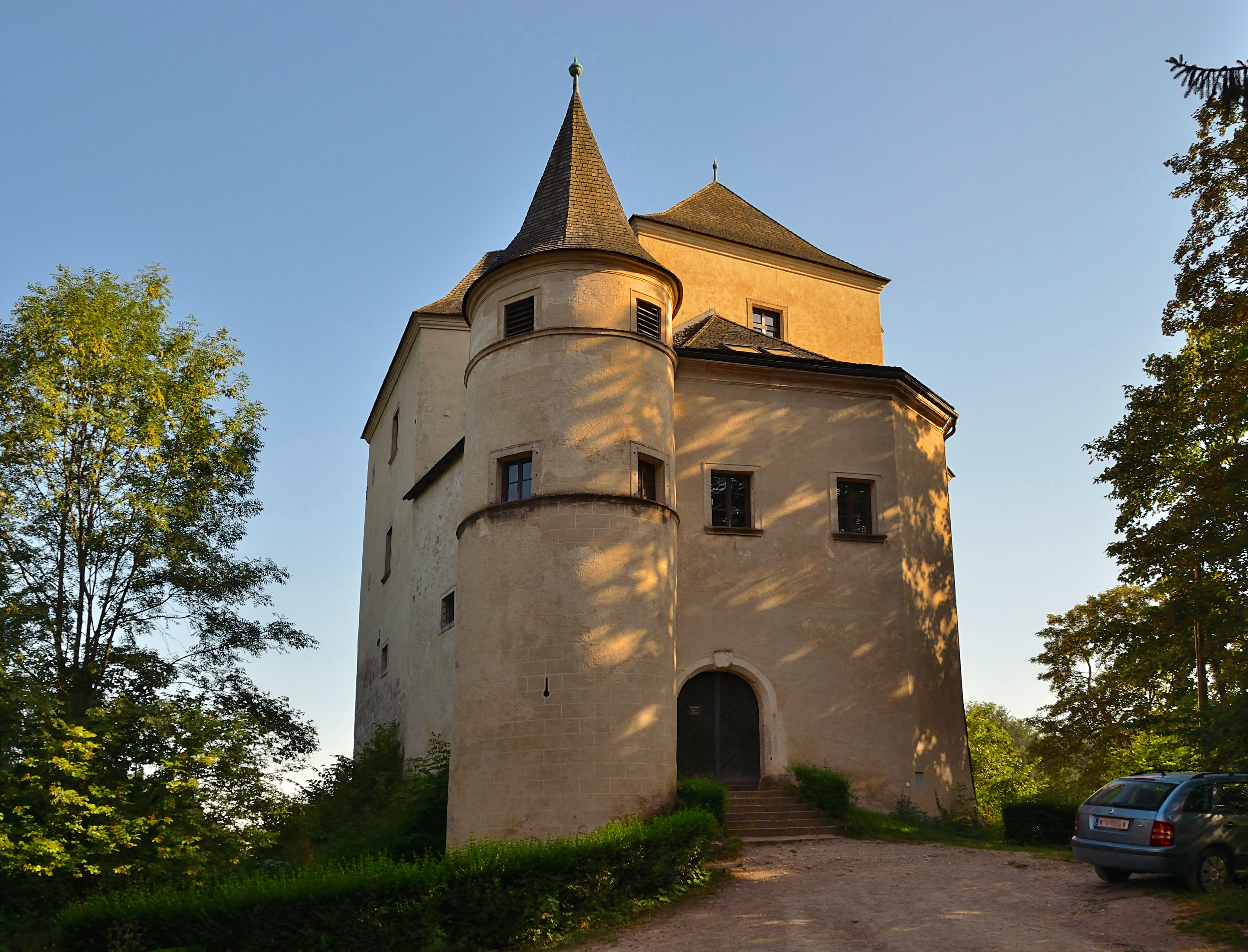

Im Jahr 1923 wurde die Burg von einem katholischen Wanderverein gepachtet und in den nachfolgenden Jahren renoviert. 1945 wurde sie zeitweise von den Einheiten der Waffen-SS besetzt, die einen Stützpunkt errichten wollten, weshalb es fast zur Zerstörung der Burg gekommen war. Herannahende sowjetische Truppen wollten die Burg sprengen, doch gelang es einem Mitglied der Wanderfreunde durch Verhandlungen mit den Sowjets die Zerstörung der Burg zu verhindern. Im Jahr 1947 wurde dort die Katholische Jungschar gegründet. Die Burg wird von dieser als Selbstversorgerhaus geführt.

## Architektur
Die Burg Wildegg ist eine zu einem Renaissance-Schloss ausgebaute mittelalterliche Höhenburg aus dem 12. Jahrhundert.

### Äußeres
Die Burg ist eine hoch aufragende Anlage über einem unregelmäßigen, annähernd dreieckigem Grundriss der mittelalterlichen Burg und im Wesentlichen über deren Grundmauern. Im Untergeschoß ist teilweise unverputztes Quadermauerwerk aus dem 12. Jahrhundert. Durch den Umbau während der Renaissance-Zeit wurde die Dachlandschaft vereinheitlicht. Die Firstlinie wird lediglich durch den Südost-Turm mit Zeltdach durchbrochen.

## Trivia
Die Kurzgeschichte „Die Braut des Alexis“ (1949) von Ida Friederike Görres findet auf der Burg Wildegg (in der Geschichte Schloss Wildegg genannt) kurz nach der Türkenbelagerung statt. Die Burg Wildegg ist auf dem Cover einer Wiederveröffentlichung dieser Geschichte abgebildet.